# Metsjigmenbaai
De Metsjigmenbaai (Russisch: Мечигменская губа) is een baai voor de kust van het Tsjoektsjenschiereiland en maakt deel uit van de Beringzee. De baai is gelegen in het zuidoosten van de Koljoetsjinskaja-Metsjigmendepressie. Aan de mond van de baai wordt deze bijna geheel omsloten door twee schoorwallen; de Raoepeljanschoorwal van 17 km en de Metsjigmenschoorwal van 13 km. De schoorwallen laten een opening van 500 meter breed tussen de Metsjigmenbaai en de Beringzee. Zoetwater wordt aangevoerd door de rivieren Tepengevejem, Iënivejem, Vytchrgyvejem en Igelchvejem. De baai strekt zich ongeveer 20 km landinwaarts uit, heeft een diepte van 6-9 meter en is bevroren van november tot juni. Lorino is het enige dorpje in de omgeving, aan de noordoostzijde van de baai aan de kust gelegen.

## Fauna
In de Metsjigmenbaai leven vijftien vissoorten, waaronder de Siberische vlagzalm (Thymallus arcticus pallasii), tarantsa (Salvelinus taranetzi) en lodde (Mallotus villosus). In de toendra rondom de Metsjigmenbaai broeden veel zeldzame vogels, zoals de keizergans (Chen canagica), zwarte rotgans (Branta bernicla nigricans), brileider (Somateria fischeri), Bairds strandloper (Calidris bairdii), Beringstrandloper (Calidris ptilocnemis) en zelfs de met uitsterven bedreigde lepelbekstrandloper (Eurynorhynchus pygmeus).